# The Flying Scotsman
Pour plus de détails, voir Fiche technique et Distribution.
The Flying Scotsman est un film britannique réalisé par Castleton Knight et sorti en 1929.
Le film met en scène la fameuse locomotive LNER Class A3 4472 Flying Scotsman à laquelle il doit son titre.

## Synopsis
Bob, un  chauffeur de train proche de la retraite effectue son dernier voyage à bord de la fameuse locomotive Flying Scotsman. Un pompier licencié à cause de son alcoolisme décide de se venger en causant un accident. Le jeune pompier affecté à sa place dans le train tombe amoureux d'une jeune femme, dont il ne sait qu'elle est la fille de Bob.

## Fiche technique
- Réalisation : Castleton Knight
- Scénario : Victor Kendall, Garnett Weston
- Production : British International Pictures
- Image : Theodor Sparkuhl
- Durée : 57 minutes

## Distribution
- Ray Milland : Jim Edwards
- Pauline Johnson : Joan White
- Alec Hurley : Crow
- Dino Galvani :  le serveur
- Moore Marriott : Bob White
- Bill Shine (en) : Barman
- Gordon Harker

## Sortie en DVD
Le film est sorti dans une version restaurée en DVD en 2011.